# Millicent-Fawcett-Statue

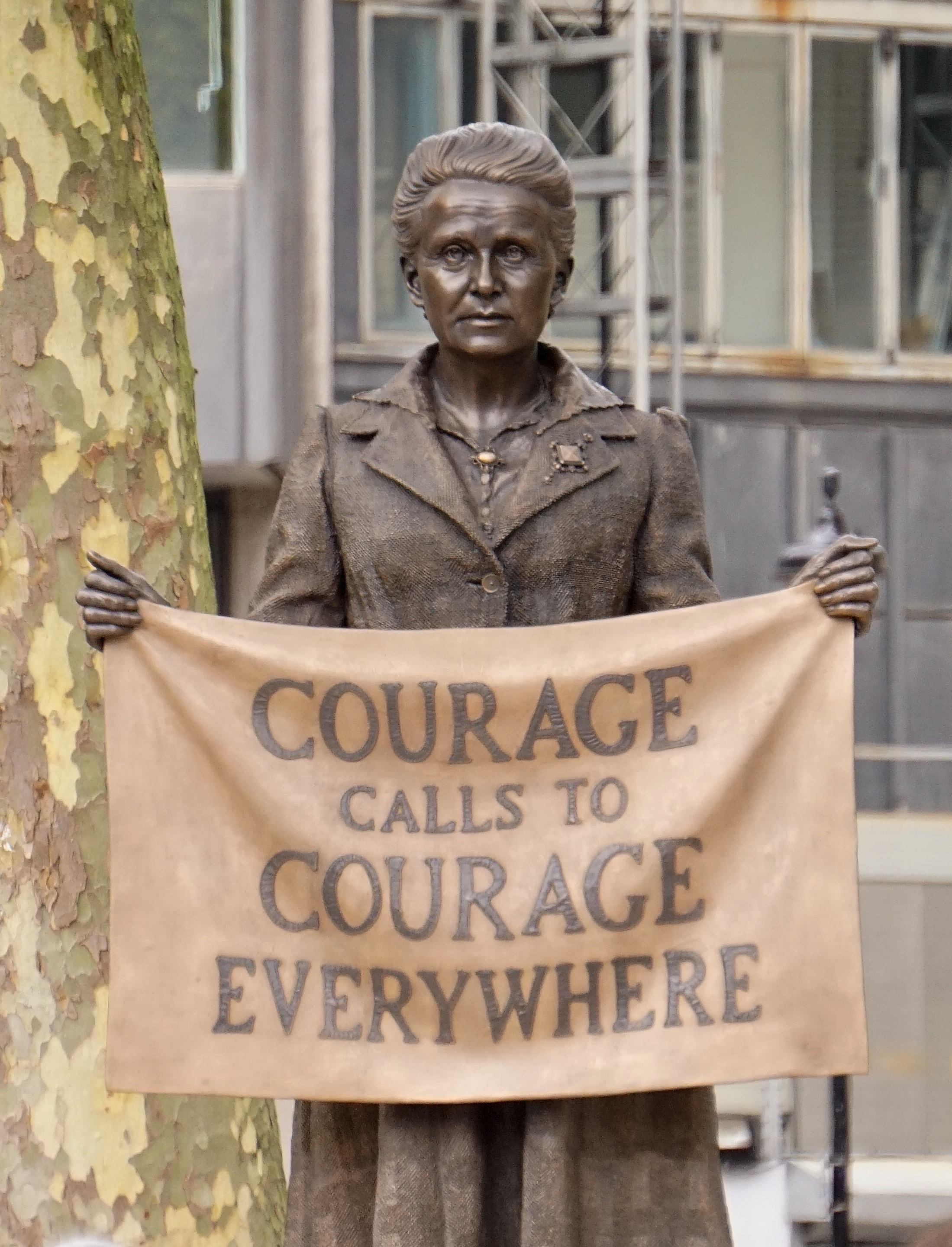
Die Millicent-Fawcett-Statue kurz nach ihrer Enthüllung

Die von der Turner-Preisträgerin Gillian Wearing gefertigte Millicent-Fawcett-Statue stellt Millicent Garrett Fawcett dar, eine führende britische Frauenrechtlerin und Aktivistin der  Frauenwahlrechtsbewegung. Die am 24. April 2018 enthüllte Statue ist das erste Denkmal für eine Frau und das erste von einer Frau geschaffene Standbild, das am Parliament Square in London aufgestellt wurde. Aufgrund einer Kampagne und Petition der Aktivistin Caroline Criado-Perez wurde die Statue von der Premierministerin des Vereinigten Königreichs Theresa May und dem Mayor of London Sadiq Khan gefördert und aus dem Centenary Fund der Regierung finanziert, der zum hundertjährigen Jubiläum des Frauenwahlrechts eingerichtet wurde.

## Beschreibung der Statue

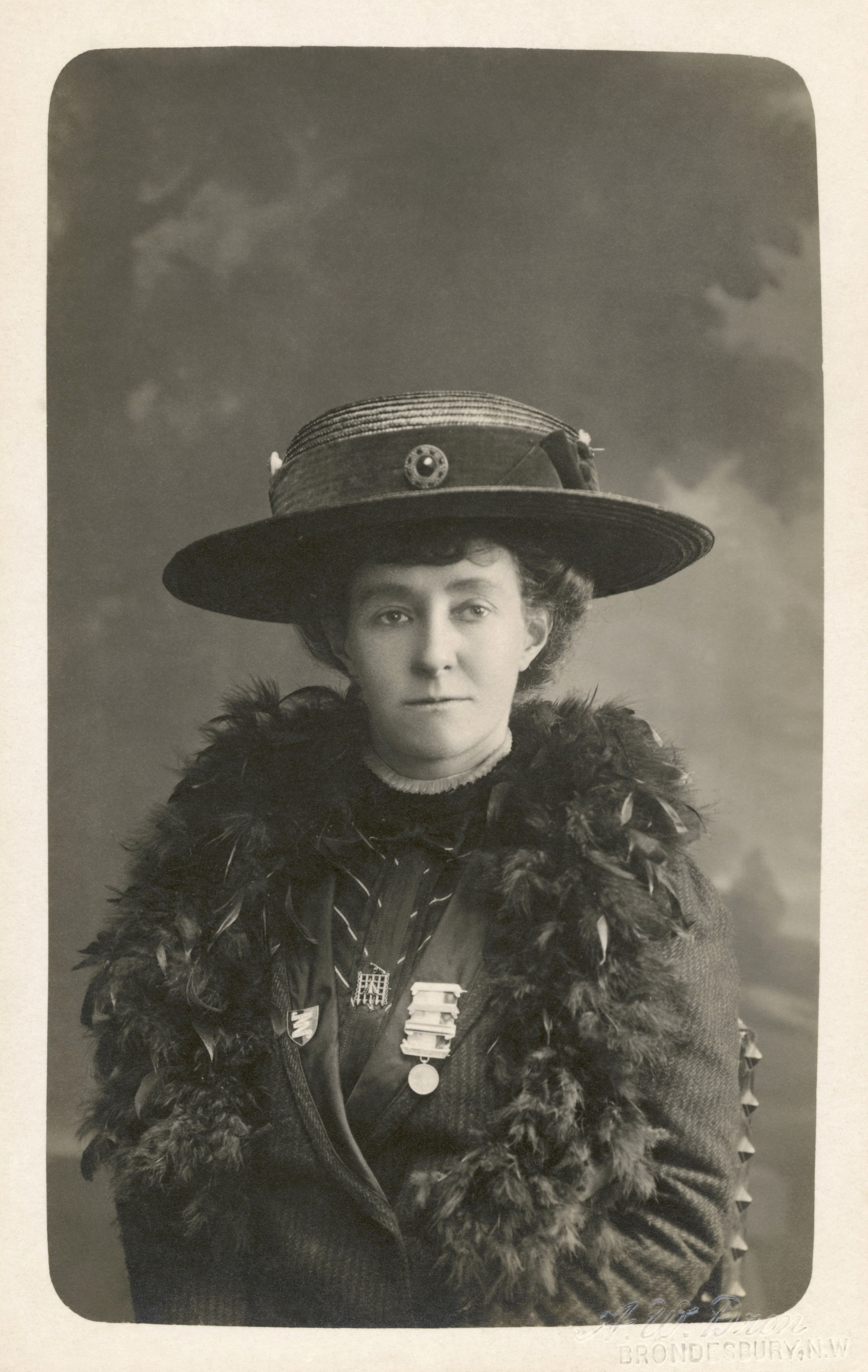
Emily Davison, 1913, die so genannte „Märtyrerin der Frauenrechtsbewegung“

Die Bronzegussstatue der Künstlerin Gillian Wearing stellt Dame Millicent Garrett Fawcett im 51. Lebensjahr dar, als sie im Jahr 1897 Präsidentin der National Union of Women’s Suffrage Societies (NUWSS) wurde. In ihren Händen hält sie ein Banner mit der Aufschrift „COURAGE CALLS TO COURAGE EVERYWHERE“ (deutsch: „Mut ruft überall Mut hervor“), ein Spruch aus ihrer Gedächtnisrede zu Ehren der 1913 verstorbenen Suffragette Emily Davison. Sie ist für diese Zeit typisch spätviktorianisch gekleidet und trägt einen Walking suit mit einem langen Kleid unter einem taillierten, hüftlangen Mantel. Wearing übertrug auch Muster und Textur des Tweedstoffes in die Gussform. Die Fawcett Society lieh der Künstlerin Broschen aus Fawcetts Nachlass, um sie für die Statue im Detail nachbilden zu können.
Auf Grund kritischer Rückmeldungen von Mitgliedern des Westminster City Councils wurde der ursprüngliche Entwurf der Statue geändert, denn so wie Fawcett anfangs das Banner hielt, sah es beim seitlichen Blick auf die Figur so aus, als wolle sie gerade Wäsche zum Trocknen aufhängen. Wearing veränderte daraufhin das Design, so dass Fawcett das Banner an den oberen Ecken etwas tiefer und flacher hält.

## Zur Person Millicent Fawcett

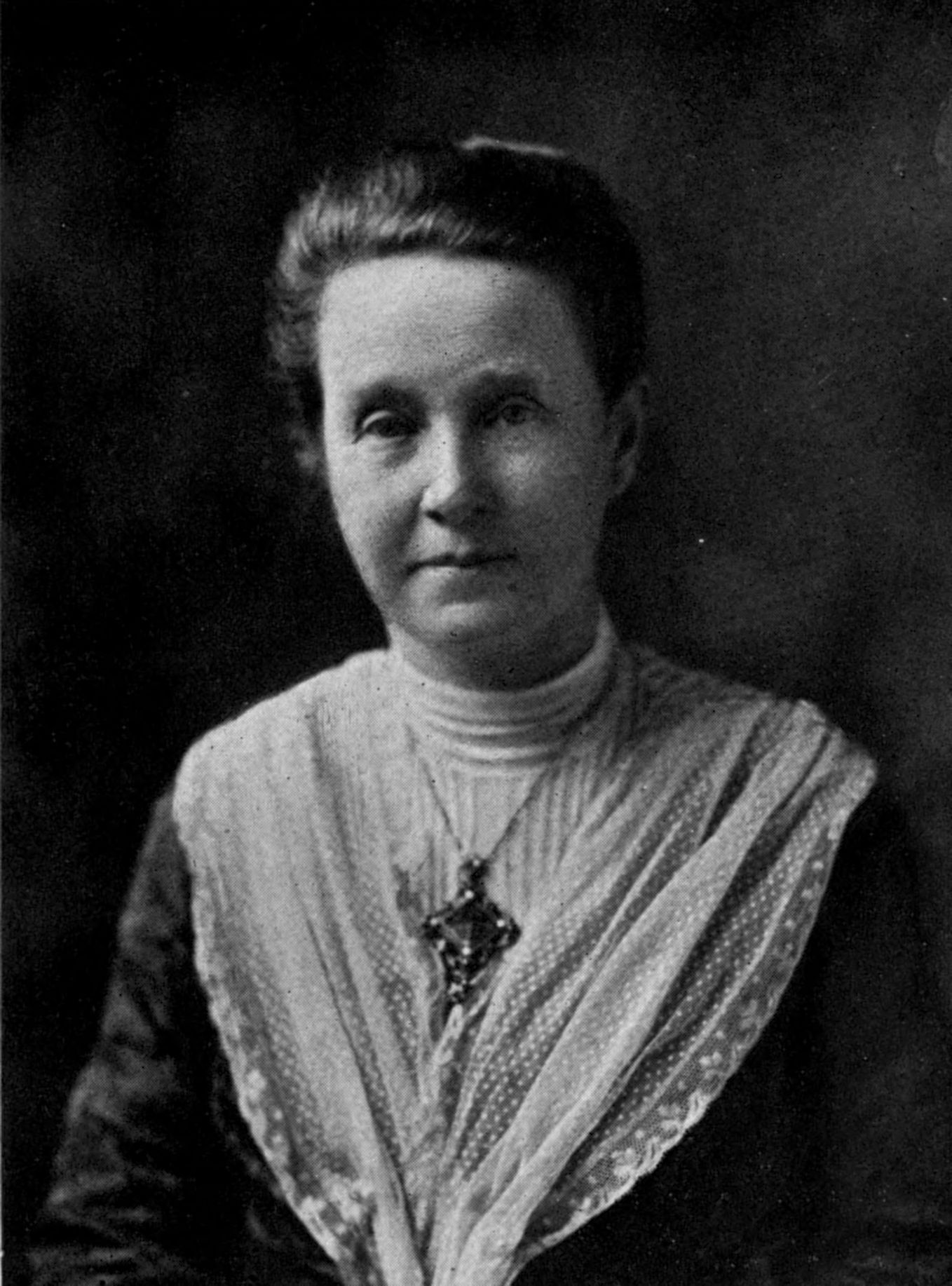
Millicent Fawcett, 1918

Millicent Fawcett war eine prominente Feministin und Frauenwahlrechtsaktivistin.  Sie trat 1874 dem Zentralkomitee der National Society for Women’s Suffrage in London  bei, das 1877 neu aufgestellt wurde. Sie wurde 1896 gebeten, gemeinsamen Sitzungen der Frauenwahlrechtsgesellschaften vorzustehen, woraus die National Union of Women’s Suffrage Societies (NUWSS) hervorging. Von 1897 bis 1919 bekleidete sie das Amt der Präsidentin der NUWSS.
Millicent und Henry Fawcett engagierten sich besonders während des Ersten Weltkriegs für die sozialen, politischen und Bildungsbelange der Frauen in Indien.

## Kampagnen für eine Frauenstatue am Parliament Square

### Denkmal für Millicent Fawcett

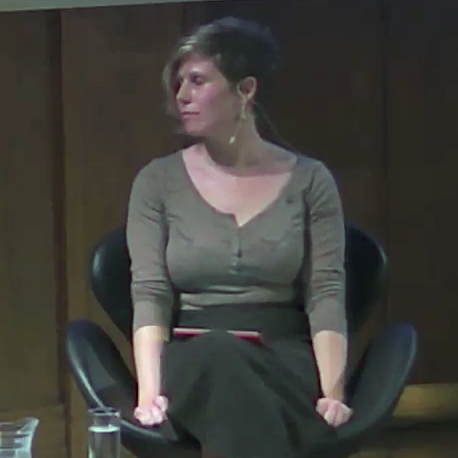
Caroline Criado-Perez
startete 2016 die Kampagne

Nachdem Caroline Criado-Perez am 8. März 2016, dem Internationalen Weltfrauentag, beim Joggen über den Parliament Square festgestellt hatte, dass alle dort installierten Statuen Männer darstellten, beschloss die feministische Aktivistin und Journalistin, eine Kampagne zur Errichtung einer Frauenstatue zu starten. Sie hatte 2013 schon eine ähnliche Kampagne zur Darstellung einer Frau auf britischen Banknoten initiiert, nachdem auf der Rückseite der 5-£-Note die einzige Frau, Elizabeth Fry (außer Queen Elizabeth II., die auf der Vorderseite jeder Pfundnote dargestellt ist), durch Winston Churchill ersetzt worden war. Schon bald darauf gab die Bank of England bekannt, dass Jane Austen auf der Rückseite der 10-£-Note erscheinen werde, was auch seit dem 14. September 2017 der Fall ist.
In der Kampagne ging es um die Errichtung einer Statue am Parliament Square, die eine Suffragette darstellen sollte, und zwar zum 100-jährigen Jubiläum des Parlamentsbeschlusses des Representation of the People Act 1918 zur Reform des Wahlsystems in Großbritannien und Irland. Nach einigen Recherchen erhob Criado-Perez, dass nur 2,7 Prozent der Statuen im Vereinigten Königreich individuelle Frauen darstellen, ausgenommen Mitglieder der Britischen Königsfamilie. Zur Eröffnung der Kampagne am 10. Mai 2016 schrieb sie einen von 42 prominenten Frauen signierten offenen Brief an den Mayor of London, Sadiq Khan, mit der Bitte, im Februar 2018 die Statue einer Suffragette am Parliament Square zu errichten. Khan stimmte der Statue sehr schnell zu, enthielt sich aber bezüglich ihrer Errichtung am Parliament Square. Die Behörden würden „einen geeigneten Ort für die Statue finden“.
Eine Online-Petition für die Statue erbrachte um die 74.000 Unterschriften. Sie wurde dem Parlament während einer Veranstaltung der Fawcett Society am 7. Juni 2016 präsentiert. Noch am selben Tag schlug Criado-Perez Millicent Fawcett als Statue vor und fügte hinzu: „Es ist schockierend, dass es noch keine Statue von ihr gibt – und der Parliament Square ist eindeutig der beste Platz dafür. Nicht um die Ecke oder an der Straße. Sondern genau am Parliament Square.“
Am 2. April 2017 wurde bekanntgegeben, dass am Parliament Square eine Statue von Fawcett errichtet werde. Premierministerin Theresa May verkündete dazu: „Millicent Fawcett war das Beispiel während des Kampfes für die Gleichberechtigung, und sie inspiriert noch heute den Kampf gegen die aktuellen Ungerechtigkeiten. Es ist richtig und angemessen, dass sie am Parliament Square zwischen den Persönlichkeiten der Geschichte, die unser Land verändert haben, gewürdigt wird.“ Die Suffrage-Statue-Kommission wählte die Turner-Preisträgerin Gillian Wearing, die Statue mit der Unterstützung aus dem Centenary Fund der Regierung zu entwerfen und zu erschaffen.
Die Statue wurde Teil der 14-18-NOW-Reihe künstlerischer Aufträge zum 100-jährigen Gedenken an den Ersten Weltkrieg.

### Denkmal für Emmeline Pankhurst

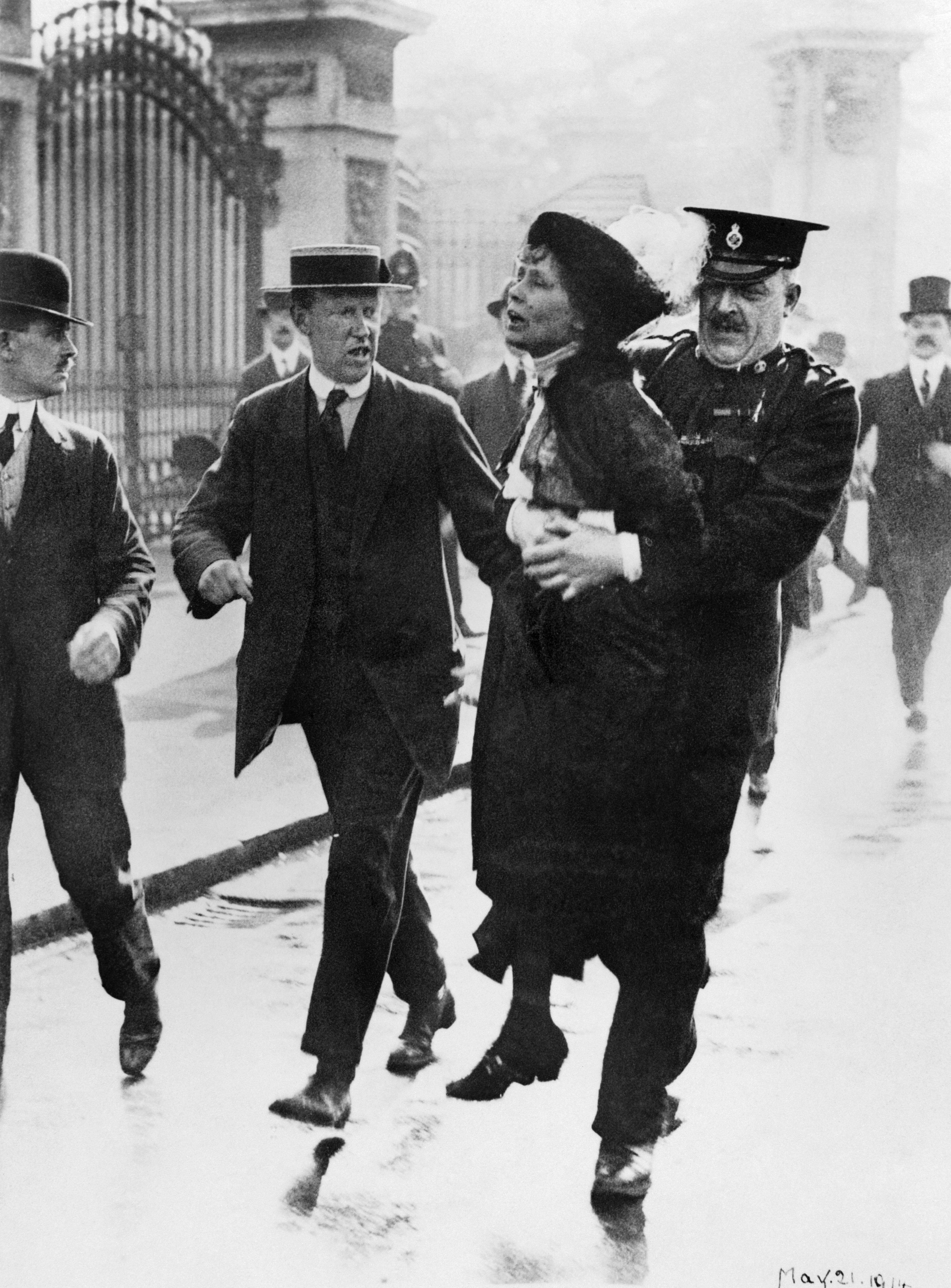
Emmeline Pankhurst wurde am 21. Mai 1914 vor dem Buckingham Palace verhaftet, als sie versuchte Georg V. eine Petition zu übergeben

Während der Kampagne für eine Statue von Fawcett wurde 2014 eine Gegenkampagne zur Installation einer Statue von Emmeline Pankhurst am Parliament Square gestartet. Die Gegenkampagne wurde vom damaligen Premierminister David Cameron, dem ehemaligen Abgeordneten Neil Thorne, der heutigen Vorsitzenden des House of Commons und Lord President of the Council Andrea Leadsom und dem früheren Speaker of the House of Commons Betty Boothroyd unterstützt. Seit 1930 gibt es eine Statue von Pankhurst, die 1958 zur Emmeline-und-Christabel-Pankhurst-Gedenkstätte erweitert und auf den heutigen Platz, neben dem Westminsterpalast in den Victoria Tower Gardens, versetzt wurde. Die Pankhurst-Kampagne sollte ursprünglich dazu dienen, die Statue von Pankhurst auf den Parliament Square zu versetzen. Es wurde jedoch festgestellt, dass sie dafür zu klein ist. Die Bildhauerin der Gegenkampagnenkommission Angela Conner erschuf daraufhin eine 12 Fuß (3,7 Meter) hohe Statue von Pankhurst. Da es nun sowohl von Fawcett als auch von Pankhurst eine Statue gab, wurde darüber diskutiert, beide zusammen am Parliament Square zu installieren.
Die Aktivisten beider Kampagnen zeigten sich zunächst einverstanden, aber nachdem Thorne eine erste Zustimmung des Westminster City Council erhalten hatte, beide Statuen aufzustellen, lehnten die Mitglieder der Fawcett-Kampagne dies bei einem zweiten Treffen ab. Criado-Perez sagte, sie „sei nicht bereit einen Kompromiss hinsichtlich des Hauptpunktes der Kampagne einzugehen, nämlich eine Statue für eine neue Frau zu errichten“. Sie zeigte sich besorgt, dass zwei Statuen am Parliament Square weniger Beachtung geschenkt bekämen als nur eine. Die Entscheidung durch das Westminster City Council fiel zugunsten der Fawcett-Statue. Dabei wurde bekannt gegeben, dass eine künftige Statue von Pankhurst am Parliament Square nicht ausgeschlossen sei, die jetzige in den Victoria Tower Gardens aber anderswohin versetzt werden müsse.
Auf diese Entscheidung hin sagte Thorne, dass bis dahin die neue Pankhurst-Statue auf dem Brompton Cemetery, wo Pankhurst auch bestattet wurde, errichtet werden solle, denn der Platz in den Victoria Tower Gardens sei bereits anderweitig verplant. Zur Diskussion über die Suffragettenstatuen gesellte sich eine weitere Kampagne für die Errichtung einer Statue der früheren Premierministerin Margaret Thatcher am Parliament Square. Das Council schlug die Möglichkeit aber aus, da die Errichtung nicht der 10-Jahres-Regel unterlag, denn frühestens 10 Jahre nach dem Tod der dargestellten Person darf eine Statue von ihr am Parliament Square errichtet werden. Außerdem sprach sich Thatchers Familie gegen das Design der Statue aus. Es gibt in London bereits weitere Statuen von Thatcher: diejenige in der Guildhall wurde 2002 von dem Theaterproduzenten Paul Kelleher geschändet und schließlich mit einer Befestigungsstange enthauptet, und im folgenden Jahr wurde eine weitere für den Westminsterpalast beauftragt.
Des Weiteren ließen andere Stimmen verlauten, dass zwar der Parliament Square die richtige Stelle sei, die Statue aber von einer radikaleren und bekannteren Aktivistin sein sollte, wie beispielsweise Mary Shelley, Sylvia Pankhurst oder Emily Davison.

## Enthüllung

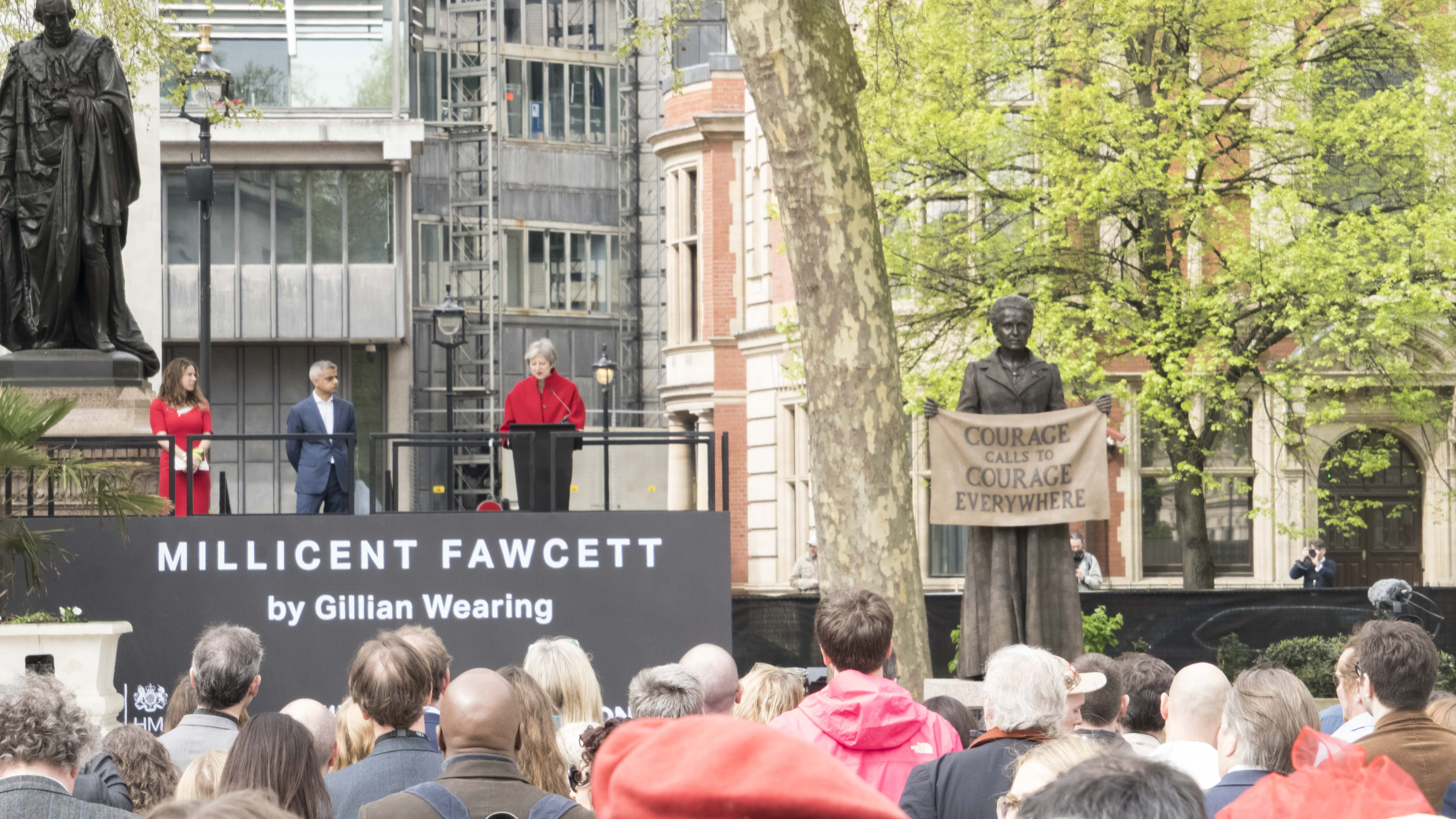
Theresa May bei ihrer Rede
während der Enthüllung

Zur Enthüllung der Statue am 24. April 2018 wurde in Anwesenheit der Premierministerin, des Mayor of London, Schulkindern und Chören eine stundenlange Zeremonie gefeiert. Drei Generationen von Frauen und Mädchen nahmen die Enthüllung selbst vor: Jennifer Loehnis (eine Nachfahrin von Fawcett), Criado-Perez, Justine Simons (Deputy Mayor für Kultur und Kreativwirtschaft) und zwei Schülerinnen der Millbank Academy in Westminster und des Platanos College in Lambeth. Im Rahmen der Feierlichkeiten würdigte Theresa May die Verdienste Fawcetts nicht nur um das Frauenwahlrecht, sondern auch, dass sie und weitere weibliche Abgeordnete Positionen im Parlament einnehmen konnten.
Criado-Perez nannte die Enthüllung der Statue „einen verdammt guten Anfang“ im Hinblick auf eine höhere Repräsentation von Frauen in Großbritannien sowohl in kulturellen als auch in politischen Bereichen. Ähnliche Sichtweisen unterstützten auch Sadiq Khan, der Vorsitzende der Labour Party Jeremy Corbyn und die frühere Abteilungsleiterin Harriet Harman, die vorschlugen, die männlichen Statuen des Platzes zeitweise an andere Standorte in London zu versetzen, um nur weibliche Statuen an diesem prominenten Ort zuzulassen.

## Rezeption
Der Kunstredakteur der BBC News, Will Gompertz, sagte, dass vor der Enthüllung der Millicent-Fawcett-Statue nur Statuen von geschichtlich sehr bedeutsamen Menschen wie Winston Churchill und David Lloyd George am Parliament Square standen. Er lobte Criado-Perez’ Kampagne und bezeichnete Wearings Ausführung als „außergewöhnlich“. Gompertz rühmte das Gesamtkonzept des Designs und das überzeugende Banner, das sie in den Händen trägt. Er ist der Meinung, dass das Design von Wearings Arbeit Signs That Say What You Want Them To Say And Not Signs That Say What Someone Else Wants You To Say in den frühen 1990er-Jahren beeinflusst wurde, in der es um eine Reihe von Fotografien von Fremden ging, die ihre persönlichen Gedanken und Meinungen auf weißen Karten zeigten. Die Statue soll einen bedeutenden Einfluss auf eine kontextuelle Änderung des Parliament Square ausüben, und er sagte, dass „sie die meisten anderen Statuen lächerlich, pompös oder beides erscheinen lässt“ (außer die Statue von Gandhi nebenan) und dass sie seit Brian Haws Friedensprotest im Fokus des Parliament Square steht.
June Purvis, Emerita für Frauen- und Geschlechtergeschichte an der University of Portsmouth, kritisierte einige Teile an der Statue und sagte, dass der Spruch auf dem Banner zwar von Fawcett über Emily Davison geschrieben wurde, aber nicht nach ihrem Tode 1913, sondern erst 1920. Fawcetts National Union of Women’s Suffrage Societies verweigerte damals die Teilnahme an Davisons Bestattung und sandte auch keinen Trauerkranz. Zudem hob Purvis hervor, dass dennoch das Bild von Davison auf der Rückseite der Statue angebracht wurde und die Kampagne mit der Absicht gestartet wurde, einer Suffragette, und nicht einer Frauenwahlrechtsaktivistin, am Parliament Square zu gedenken.

## Liste der Gravuren
Namen und Bilder von 55 Frauen und 4 Männern, die den Kampf um das Frauenwahlrecht unterstützten, wurden wie ein Band rundum in den Sockel eingraviert. Diese sind hier gelistet:
- Margaret Ashton (1856–1937), englische Frauenwahlrechtsaktivistin, Lokalpolitikerin, Pazifistin, Philanthropin und erster weiblicher City Councillor von Manchester[25]
- Minnie Baldock (1864–1954), britische Suffragette, Mitbegründerin des ersten Londoner Zweigs der Women’s Social and Political Union[26]
- Lady Frances Balfour (1858–1931), eine der ranghöchsten britischen Aristokratinnen, die eine Führungsrolle in der Frauenwahlrechtsbewegung übernahm, sowie Präsidentin der National Society for Women’s Suffrage[27]
- Lydia Becker (1827–1890), britische Frauenrechtlerin und Botanikerin sowie Gründerin des Women’s Suffrage Journal[28]
- Rosa May Billinghurst (1875–1953), britische Suffragette[29]
- Teresa Billington-Greig (1877–1964), Suffragette und Mitbegründerin der Women’s Freedom League[30]
- Helen Blackburn (1842–1903), irische Sozialreformerin, Frauenrechtlerin und Vorkämpferin für das Frauenwahlrecht[31]
- Priscilla Bright McLaren (1815–1906), britische Aktivistin, die die Antisklavenbewegung mit der Frauenwahlrechtsbewegung verband, sowie Mitglied der Edinburgh Ladies’ Emancipation Society[32]
- Frances Power Cobbe (1822–1904), irische Schriftstellerin, Sozialreformerin, Frauenrechtlerin und Pionierin im Kampf gegen Tierversuche[33]
- Dame Margery Corbett Ashby DBE (1882–1981), britische Frauenwahlrechtsaktivistin, Politikerin (Liberal Party), Feministin und Internationalistin[34]
- Jessie Craigen (1835–1899), Frauenwahlrechtsaktivistin der Arbeiterklasse[35]
- Emily Davison (1872–1913), englische militante Suffragette (gilt als Märtyrerin der Frauenrechtsbewegung)[36]

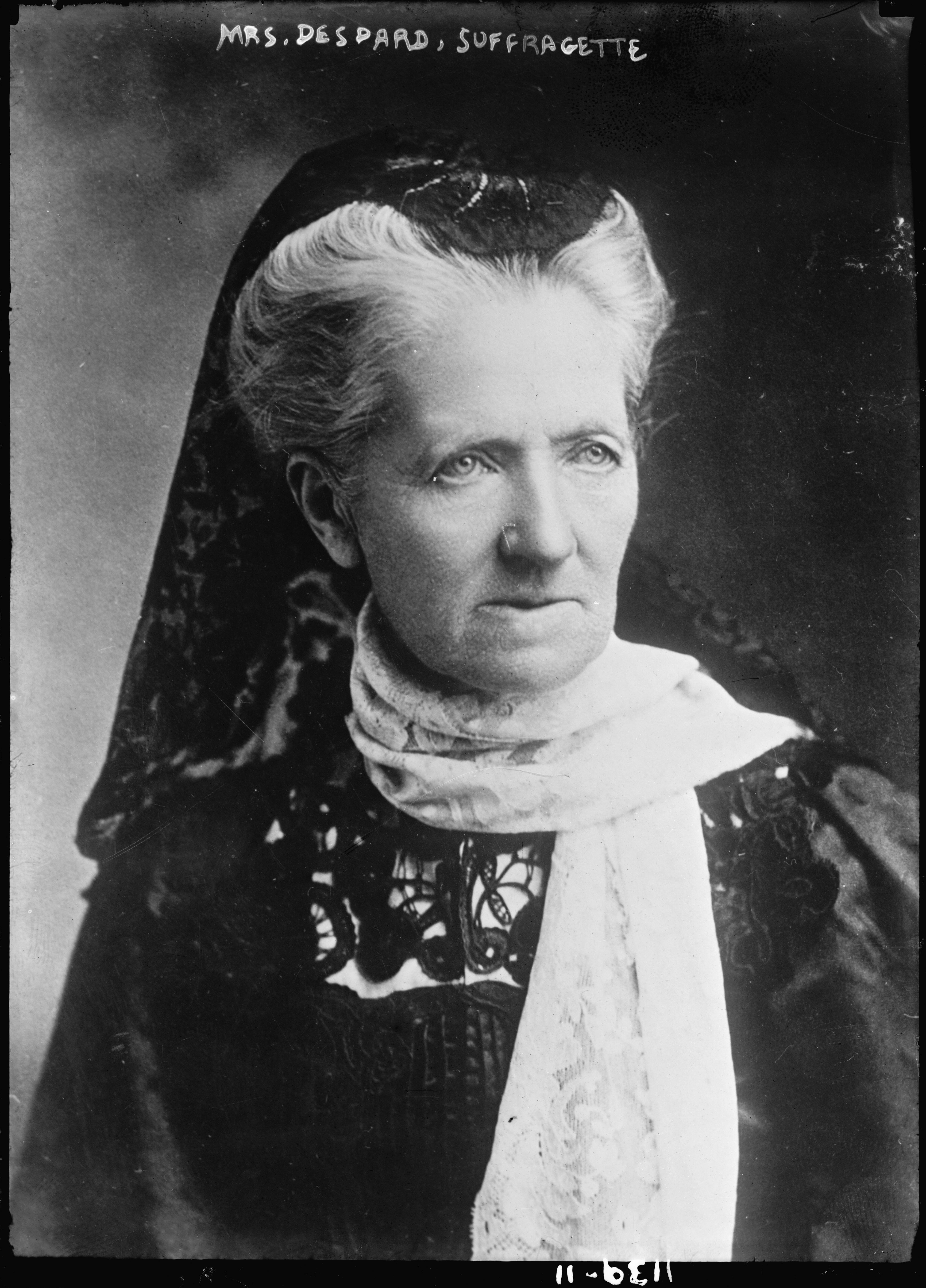
Charlotte Despard, Sinn-Féin-Aktivistin

- Charlotte Despard (1844–1939), britische Schriftstellerin, Suffragette und Frauenrechtlerin sowie später eine der ersten Sinn-Féin-Aktivistinnen[37]
- Flora Drummond (1878–1949), britische Suffragette und eine der Organisatorinnen der Women’s Social and Political Union[38]
- Prinzessin Sophia Duleep Singh (1876–1948), britische Suffragette[39]
- Isabella Ford (1855–1924), englische Sozialreformerin, Frauenwahlrechtsaktivistin und Autorin sowie Mitglied des nationalen Verwaltungsrats der Independent Labour Party[40]
- Netta Franklin CBE (1866–1964), britische Pädagogin und Frauenwahlrechtsaktivistin[41]
- Louisa Garrett Anderson MD, CBE (1873–1943), britische Ärztin und Suffragette, Leiterin des Women’s Hospital Corps und Mitglied der Royal Society of Medicine[42]
- Mary Gawthorpe (1881–1973), britisch-US-amerikanische Sozialistin, Gewerkschafterin, Frauenrechtlerin und Suffragette[43]
- Eva Gore-Booth (1870–1926), irische Dichterin und Dramatikerin sowie engagierte Frauenwahlrechtsaktivistin, Sozialarbeiterin und Aktivistin der Arbeiterbewegung[44][45]
- Anna Haslam (1829–1922), Frauenwahlrechtsaktivistin und eine der führenden Persönlichkeiten der irischen Frauenbewegung[46]
- Claude Hinscliff (1875–1964), britischer Frauenwahlrechtsaktivist und Gründer der anglikanischen Church League for Women’s Suffrage[47]
- Laurence Housman (1865–1959), englischer Dramatiker, Autor und Illustrator sowie Gründer der Men’s League for Women’s Suffrage und Mitbegründer des Suffrage Ateliers[48]
- Edith How-Martyn (1875–1954), britische Suffragette und Mitglied der Women’s Social and Political Union[49]
- Elsie Inglis MD (1864–1917), innovative schottische Ärztin, Frauenwahlrechtsaktivistin und Gründerin der Scottish Women’s Hospitals[50]
- Annie Kenney (1879–1953), englische Suffragette der Arbeiterklasse und Mitbegründerin des ersten Londoner Zweigs der Women’s Social and Political Union[51]
- George Lansbury (1859–1940), britischer Sozialpolitiker, Pazifist und Theosoph sowie Vorsitzender der Labour Party[52]
- Minnie Lansbury (1889–1922), eine der führenden Suffragetten und Stadträtin des Metropolitan Borough of Poplar, London[53]
- Mary Lowndes (1856–1929), britische Glasmalerin, Plakatkünstlerin und Frauenwahlrechtsaktivistin sowie Gründungsmitglied und Vorsitzende der Artists’ Suffrage League[47]
- Mary Macarthur (1880–1921), schottische Frauenwahlrechtsaktivistin und Gewerkschafterin sowie Generalsekretärin der Women’s Trade Union League und Mitbegründerin der National Federation of Women Workers und der National Anti-Sweating League[54]
- Margaret Mackworth (1883–1958), walisische Autorin und Frauenrechtsaktivistin sowie Gründerin der politischen Zeitschrift Time and Tide[55]
- Chrystal Macmillan (1872–1937), schottische Politikerin (Liberal Party), Rechtsanwältin, Feministin, Frauenwahlrechtsaktivistin, Frauenrechtlerin und Pazifistin sowie erste weibliche Absolventin der Universität von Edinburgh, erste weibliche Ehrendoktorin in Mathematik und Mitbegründerin der Women’s International League for Peace and Freedom[56]
- Edith Mansell-Moullin (1859–1941), englische Frauenwahlrechts- und Sozialaktivistin[47]
- Catherine Marshall (1880–1961), Frauenwahlrechtsaktivistin, Pazifistin sowie Aktivistin für den Völkerbund[54]
- Eva McLaren (1852–1921), englische Frauenwahlrechtsaktivistin und Superintendentin der Franchise-Abteilung der World’s Woman’s Christian Temperance Union und damit Interimspräsidentin der White-Ribbon-Kampagne, einer internationalen Männerbewegung gegen Männergewalt in Paarbeziehungen[57]
- Dora Montefiore (1851–1933), englisch-australische Frauenwahlrechtsaktivistin, Sozialistin und Dichterin[58]

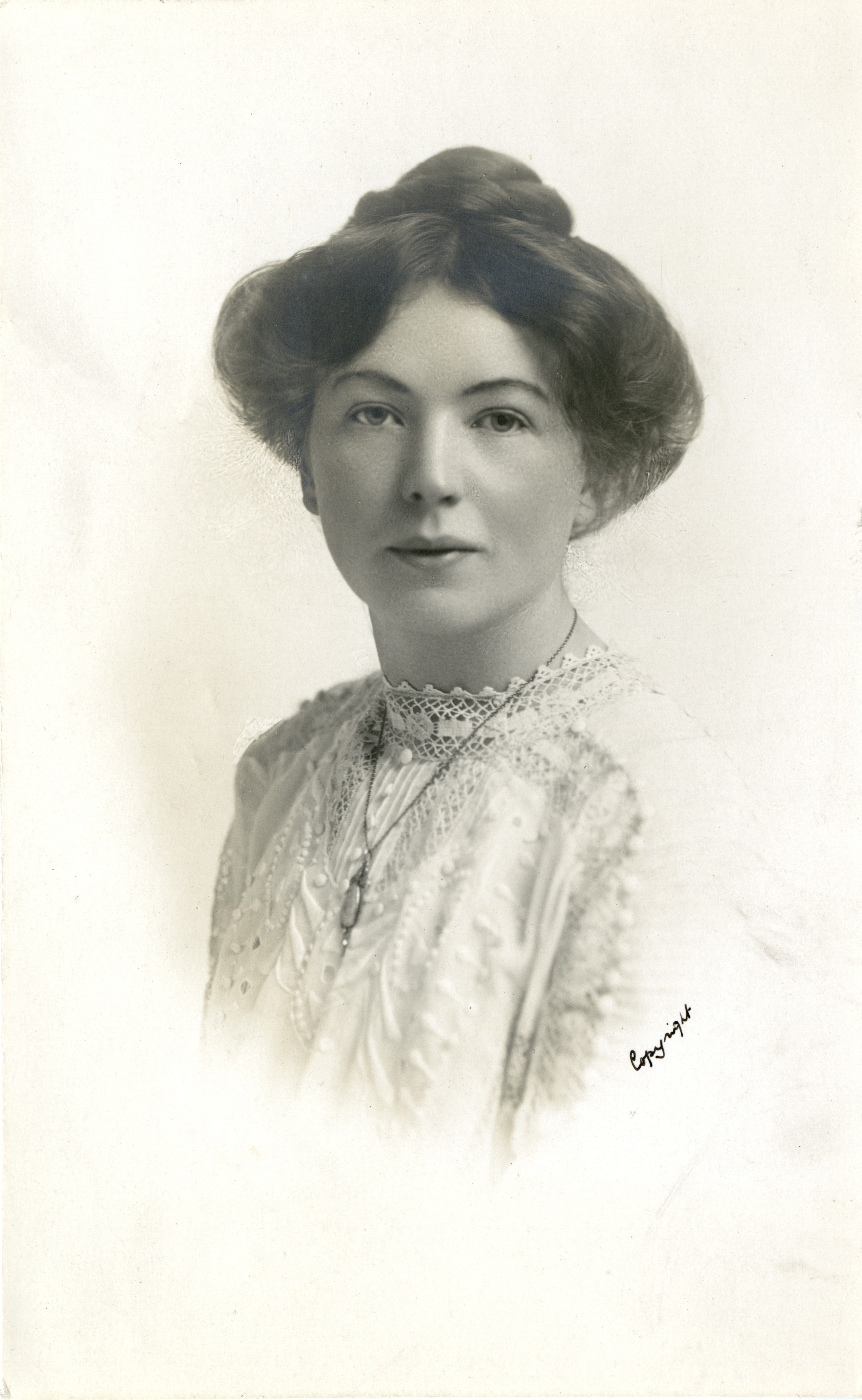
Christabel Pankhurst (um 1910),
Mitbegründerin der Women’s Social and Political Union

- Ada Nield Chew (1870–1945), britische Frauenwahlrechtsaktivistin[59]
- Catherine Osler (1854–1924), britische Sozialreformerin und Frauenwahlrechtsaktivistin[60]
- Maud Palmer (1858–1950), britische politische und Frauenrechtsaktivistin[61]
- Adela Pankhurst (1885–1961), britisch-australische Suffragette und Mitbegründerin der Communist Party of Australia und der faschistoiden Australia First Movement[62]
- Dame Christabel Pankhurst DBE (1880–1958), britische Suffragette und radikale Frauenrechtlerin sowie Mitbegründerin der Women’s Social and Political Union[63]
- Emmeline Pankhurst (1858–1928), britische radikalfeministische Theoretikerin, Frauenrechtlerin und Suffragette sowie Mitbegründerin der Women’s Social and Political Union[64]
- Sylvia Pankhurst (1882–1960), englische Frauenrechtlerin und Frauenwahlrechtsaktivistin[65]
- Emmeline Pethick-Lawrence (1867–1954), britische Frauenrechtlerin[66]
- Frederick Pethick-Lawrence (1871–1961), britischer Politiker der Labour Party und Minister für Indien und Burma, der sich in der Women’s Social and Political Union engagierte[67]
- Agnes Pochin (1825–1908), britische Frauenrechtsaktivistin[47]
- Eleanor Rathbone (1872–1946), britische parteilose Politikerin und Frauenrechtlerin[68]
- Sarah Reddish (1850–1928), britische Gewerkschafterin und Suffragette, die in der Genossenschaftsbewegung aktiv war[69]
- Annot Robinson (1874–1925), schottische Suffragette und Pazifistin sowie Mitbegründerin der Women’s International League for Peace and Freedom[70]
- Esther Roper (1868–1938), englische Frauenwahlrechtsaktivistin und Aktivistin für soziale Gerechtigkeit der Arbeiterklasse[45]
- Lolita Roy (* 1865), indisch-britische Frauenwahlrechtsaktivistin[71]
- Maude Royden (1876–1956), Predigerin und Frauenwahlrechtsaktivistin[72]
- Julia Scurr (1871–1927), britische Politikerin und Suffragette[73]
- Hanna Sheehy-Skeffington (1877–1946), Suffragette und irische Nationalistin sowie Mitbegründerin der Irish Women’s Franchise League und der Irish Women Workers’ Union[74]
- Nessie Stewart-Brown (1864–1958), britische Frauenwahlrechtsaktivistin und Politikerin der Liberal Party[47]
- Ray Strachey (1887–1940), britische Feministin und Politikerin sowie Künstlerin und Autorin[75]
- Helena Swanwick (1864–1939), britische Feministin und Pazifistin[76]
- Ellen Wilkinson (1891–1947), britische Politikerin (Labour Party) und zweite Ministerin Großbritanniens[77]
- Elizabeth Wolstenholme Elmy (1833–1918), britische feministische Frauenwahlrechtsaktivistin, Essayistin und Dichterin[78]